# マツィエイ・ボドナル
マチェイ・ボドナル（Maciej Bodnar、1985年3月7日 - ）は、ポーランド、ヴロツワフ出身の自転車競技（ロードレース）選手。

## 来歴

### 2006年
- ポーランド選手権・U23部門 個人タイムトライアル(ITT) 優勝

### 2007年
- ポーランド選手権・U23部門 ITT 優勝
- 8月15日、リクイガス（後のリクイガス・キャノンデール）と契約。

### 2009年
- ポーランド選手権・ITT 優勝

### 2010年
- ジロ・デ・イタリア 第4ステージ・チームタイムトライアル優勝
- 世界選手権・ITT 9位

### 2012年
- ポーランド選手権・ITT 優勝

### 2013年
- ポーランド選手権・ITT 優勝

### 2015年
- ティンコフ・サクソに移籍

### 2017年
- ボーラ＝ハンスグローエに移籍
- ツール・ド・フランス 区間優勝（第20ステージ・個人タイムトライアル）

### 2018年
- ポーランド選手権・ITT 優勝

### 2019年
- ポーランド選手権・ITT 優勝

### 2021年
- ポーランド選手権・ITT 優勝

### 2022年
- チーム・トタルエネルジーに移籍
- ポーランド選手権・ITT 優勝